# Leinendera
Leinendera is een vliegengeslacht uit de familie van de roofvliegen (Asilidae).

## Soorten
- L. rubra Carrera, 1945